# Techyt
Techyt  war eine bedeutende Frau im Alten Ägypten zur Zeit der 6. Dynastie. Sie trug die Titel einziger Königsschmuck und Edelfrau des Königs.
Techyt ist von ihrem Felsgrab in Deir el-Gebrawi (moderne Nummer S16) bekannt und wird auch im Grab ihres Vaters Ibi dargestellt. Frauen wurden im Alten Ägypten in der Regel im Grab ihres Ehemannes bestattet, sodass ein dekoriertes Grab, das speziell für eine Tochter angefertigt wurde, auf eine besondere Bedeutung der Frau hinweist.
Ihr kleines Grab besteht aus einer Kapelle und hat drei Schächte, von denen zwei in eine unterirdische Grabkammer führen. Der dritte Schacht ist nie fertiggestellt worden. In der Grabkapelle befindet sich auf der Nordwand das Bild der Techyt, wie sie vor einem Opfertisch sitzt. Links davon befinden sich zahlreiche Opfergaben. Über ihrem Kopf ist eine Inschrift angebracht, die ihren Titel einziger Königsschmuck und Namen nennt.